# Šackij rajon
Il Šackij rajon (in russo Шацкий район?) è un rajon dell'Oblast' di Rjazan', nella Russia europea; il capoluogo è Šack. Istituito nel 1929, ricopre una superficie di 2.400 chilometri quadrati ed ospita una popolazione di circa 26.000 abitanti.